# Sabina di Brandeburgo-Ansbach
Sabina di Brandeburgo-Ansbach (Ansbach, 12 maggio 1529 – Berlino, 2 novembre 1575) era una principessa di Brandeburgo-Ansbach e principessa elettrice di Brandeburgo per matrimonio.

## Biografia
Sabina era la figlia di Giorgio, margravio di Brandeburgo-Ansbach (1484-1543) della sua seconda moglie Edvige di Münsterberg-Oels (1508-1531), figlia del duca Carlo I d'Münsterberg-Oels. La principessa fu allevata dalla matrigna Emilia di Sassonia alla fede luterana.

## Matrimonio
Il 12 febbraio 1548 sposò l'elettore Giovanni Giorgio di Brandeburgo (1525-1598) a Ansbach. La sua prima moglie Sofia di Legnica era cugina di Sabina. Il giorno prima della cerimonia, rinunciò solennemente alla sua eredità paterna.
Ebbero undici figli ma solo tre raggiunsero l'età adulta:
- Erdmuthe (1562-1623), sposò nel 1577 il duca Giovanni Federico di Pomerania (1542-1600);
- Anna Maria (1567-1618), sposò nel 1581 il duca Barnim X di Pomerania (1549-1603);
- Sofia  (1568-1622), sposò nel 1582 elettore Cristiano I di Sassonia (1568-1622).

La coppia trascorse la loro vita matrimoniale nei vari castelli nei territori del Brandeburgo. Residenza ufficiale della famiglia era il castello di Rheinsberg vicino a Wittstock. Qui Sabina si prese cura dei suoi figli e anche del figliastro Gioacchino Federico, che in seguito divenne elettore di Brandeburgo.

## Ultimi anni
Il marito divenne elettore nel 1571, ebbe un'influenza su questioni religiose e fu una mecenate di chiese e scuole. Ha sostenuto i malati e i poveri e aveva un regolare contatto personale con il medico Leonhard Thurneysser.
Sabina morì il 2 novembre 1575, e fu sepolta nella Cattedrale di Berlino.

## Ascendenza
|                                                          |                                        |                                         | Genitori                                                |  |  | Nonni |  |  | Bisnonni                                         |  |  | Trisnonni                                        |  |
|                                                          |                                        |                                         |                                                         |  |  |       |  |  | 8. Alberto III, principe elettore di Brandeburgo |  |  | 16. Federico I, principe elettore di Brandeburgo |  |
|                                                          |                                        |                                         |                                                         |  |  |       |  |  | 8. Alberto III, principe elettore di Brandeburgo |  |  | 16. Federico I, principe elettore di Brandeburgo |  |
|                                                          |                                        | 17. Elisabetta di Baviera-Landshut      |                                                         |  |  |       |  |  | 8. Alberto III, principe elettore di Brandeburgo |  |  |                                                  |  |
| 4. Federico I, margravio di Brandeburgo-Ansbach-Kulmbach |                                        |                                         |                                                         |  |  |       |  |  | 8. Alberto III, principe elettore di Brandeburgo |  |  |                                                  |  |
|                                                          |                                        | 9. Anna di Sassonia                     | 18. Federico II, principe elettore di Sassonia          |  |  |       |  |  |                                                  |  |  |                                                  |  |
|                                                          |                                        | 9. Anna di Sassonia                     | 18. Federico II, principe elettore di Sassonia          |  |  |       |  |  |                                                  |  |  |                                                  |  |
|                                                          |                                        | 9. Anna di Sassonia                     | 19. Margherita d'Austria                                |  |  |       |  |  |                                                  |  |  |                                                  |  |
| 2. Giorgio, margravio di Brandeburgo-Ansbach             |                                        | 9. Anna di Sassonia                     |                                                         |  |  |       |  |  |                                                  |  |  |                                                  |  |
|                                                          |                                        | 10. Casimiro IV, re di Polonia          | 20. Ladislao II, re di Polonia                          |  |  |       |  |  |                                                  |  |  |                                                  |  |
|                                                          |                                        | 10. Casimiro IV, re di Polonia          | 20. Ladislao II, re di Polonia                          |  |  |       |  |  |                                                  |  |  |                                                  |  |
|                                                          |                                        | 10. Casimiro IV, re di Polonia          | 21. Sofia Alšėniškė                                     |  |  |       |  |  |                                                  |  |  |                                                  |  |
| 5. Sofia di Polonia                                      |                                        | 10. Casimiro IV, re di Polonia          |                                                         |  |  |       |  |  |                                                  |  |  |                                                  |  |
|                                                          |                                        | 11. Elisabetta d'Asburgo                | 22. Alberto II, imperatore del Sacro Romano Impero      |  |  |       |  |  |                                                  |  |  |                                                  |  |
|                                                          |                                        | 11. Elisabetta d'Asburgo                | 22. Alberto II, imperatore del Sacro Romano Impero      |  |  |       |  |  |                                                  |  |  |                                                  |  |
|                                                          |                                        | 11. Elisabetta d'Asburgo                | 23. Elisabetta di Lussemburgo                           |  |  |       |  |  |                                                  |  |  |                                                  |  |
| 1. Sabina di Brandeburgo-Ansbach                         |                                        | 11. Elisabetta d'Asburgo                |                                                         |  |  |       |  |  |                                                  |  |  |                                                  |  |
|                                                          | 12. Enrico I, duca di Münsterberg-Oels | 24. Giorgio, re di Boemia               |                                                         |  |  |       |  |  |                                                  |  |  |                                                  |  |
|                                                          | 12. Enrico I, duca di Münsterberg-Oels | 24. Giorgio, re di Boemia               |                                                         |  |  |       |  |  |                                                  |  |  |                                                  |  |
|                                                          | 12. Enrico I, duca di Münsterberg-Oels | 25. Cunegonda di Sternberg              |                                                         |  |  |       |  |  |                                                  |  |  |                                                  |  |
| 6. Carlo I, duca di Münsterberg-Oels                     | 12. Enrico I, duca di Münsterberg-Oels |                                         |                                                         |  |  |       |  |  |                                                  |  |  |                                                  |  |
|                                                          |                                        | 13. Ursula di Brandeburgo               | 26. Alberto III, principe elettore di Brandeburgo (= 8) |  |  |       |  |  |                                                  |  |  |                                                  |  |
|                                                          |                                        | 13. Ursula di Brandeburgo               | 26. Alberto III, principe elettore di Brandeburgo (= 8) |  |  |       |  |  |                                                  |  |  |                                                  |  |
|                                                          |                                        | 13. Ursula di Brandeburgo               | 27. Margherita di Baden-Baden                           |  |  |       |  |  |                                                  |  |  |                                                  |  |
| 3. Edvige di Münsterberg-Oels                            |                                        | 13. Ursula di Brandeburgo               |                                                         |  |  |       |  |  |                                                  |  |  |                                                  |  |
|                                                          |                                        | 14. Giovanni II, duca di Sagan e Glogau | 28. Giovanni I, duca di Sagan e Glogau                  |  |  |       |  |  |                                                  |  |  |                                                  |  |
|                                                          |                                        | 14. Giovanni II, duca di Sagan e Glogau | 28. Giovanni I, duca di Sagan e Glogau                  |  |  |       |  |  |                                                  |  |  |                                                  |  |
|                                                          |                                        | 14. Giovanni II, duca di Sagan e Glogau | 29. Scolastica di Sassonia-Wittenberg                   |  |  |       |  |  |                                                  |  |  |                                                  |  |
| 7. Anna di Sagan                                         |                                        | 14. Giovanni II, duca di Sagan e Glogau |                                                         |  |  |       |  |  |                                                  |  |  |                                                  |  |
|                                                          |                                        | 15. Caterina di Opava                   | 30. Guglielmo I, duca di Opava                          |  |  |       |  |  |                                                  |  |  |                                                  |  |
|                                                          |                                        | 15. Caterina di Opava                   | 30. Guglielmo I, duca di Opava                          |  |  |       |  |  |                                                  |  |  |                                                  |  |
|                                                          |                                        | 15. Caterina di Opava                   | 31. Salomè di Častolovice                               |  |  |       |  |  |                                                  |  |  |                                                  |  |
|                                                          |                                        | 15. Caterina di Opava                   |                                                         |  |  |       |  |  |                                                  |  |  |                                                  |  |